# Steven D. Zohn
Steven David Zohn (* 1966 in Boston) ist ein US-amerikanischer Musikwissenschaftler und Musiker.

## Leben
Zohn besuchte das Vassar College und absolvierte ein Studium der Musikwissenschaft an der Cornell University. Im Rahmen des Deutschen Akademischen Austauschdienstes hielt er sich für mehrere Monate in Deutschland auf und promovierte 1995 an der Cornell University mit einer Dissertation zum Werk des deutschen Komponisten Georg Philipp Telemann.
Ab 1997 lehrte er in Philadelphia an der Temple University. Seit 2012 hat er dort die Laura H. Carnell-Professur für Musikwissenschaft inne.
Zohn gehört den Gremien mehrerer Gesellschaften an, darunter der American Musicological Society, der American Bach Society und der American Handel Society. Von 2005 bis 2007 war er Präsident der Society for Eighteenth Century Music. Von 2014 bis 2021 war er Präsidiumsmitglied der Internationalen Telemann-Gesellschaft.
Steven D. Zohn ist Mitherausgeber der Zeitschrift Eighteenth-Century Music und Chefredakteur der American Bach Society. Er gehört darüber hinaus seit 2003 dem Editionsbeirat der Reihe Georg Philipp Telemann: Musikalische Werke an. Zohn spielt selbst Querflöte und interpretiert dabei insbesondere auch Werke Telemanns. Er veröffentlichte CDs mit Ersteinspielungen von Werken Telemanns.
Zohn ist verheiratet mit der Musikwissenschaftlerin Ellen Exner und spricht neben Englisch auch Deutsch.

## Auszeichnungen
Zohns 2008 veröffentlichtes Buch Music for a Mixed Taste: Style, Genre, and Meaning in Telemann's Instrumental Works wurde mit dem William H. Scheide Prize der American Bach Society ausgezeichnet. Für eine Einspielung von Telemann-Triosonaten wurde er von der American Musicological Society mit dem Noah Greenberg Award geehrt. 2022 erhielt Zohn in Magdeburg für sein Wirken in der Telemann-Forschung den Georg-Philipp-Telemann-Preis und durfte sich in das Goldene Buch der Stadt eintragen.

## Werke (Auswahl)
- The Ensemble Sonatas of Georg Philipp Telemann: Studies in Style, Genre, and Chronology. Ann Arbor 1995 (Dissertation)
- Watermarks at Dresden and their implications for Telemann chronology. In: The First International Conference on the History, Function and Study of Watermarks, Roanoke 1996
- Music paper at the Dresden court and the chronology of Telemann’s instrumental music. In: Daniel W. Mosser: Puzzles in paper. London 2000, ISBN 1-58456-029-0, S. 125–137
- Music for a Mixed Taste: Style, Genre, and Meaning in Telemann’s Instrumental Works. Oxford 2008, ISBN 978-0-19-516977-5
- The Telemann Compendium. Woodbridge 2020, ISBN 978-1-78327-446-8